# Валери Божинов
Валери Емилов Божинов (буг. Валери Емилов Божинов, Горња Орјаховица, 15. фебруар 1986) je бугарски фудбалер. Игра на позицији нападача.

## Биографија
Божинов је рођен у Горњој Орјаховици. Са дванаест година се преселио на Малту са својом мајком и очухом. Његова мајка је бивша репрезентативка Бугарске фудбалске репрезентације, а очух Сашо Ангелов је играо за Бугарску током 90-их.

## Каријера

### Леће
Дана 27. јануара 2002. Божинов је дебитовао за Леће против Бреше и постао најмлађи страни дебитант у историји италијанског фудбала. Дана 6. јануара 2004. Божинов је постигао свој први гол у Серији А против Болоње и постао најмлађи страни стрелац у Серији А. Већ у следећем колу, Божинов је постигао два гола против Ређине, у победи Лећеа 3:1. Божинов је заблистао у сезони 2004/05. Наиме, он је постигао 14 голова на 23 утакмице у свим такмичењима. Дао је по гол Роми, Милану, Лацију, а два Интеру.

### Фјорентина
У јануару 2005. је потписао за Фјорентину, у трансферу вредном 15 милиона евра. Божинов је Фјорентину дебитовао против Палерма, а свој први гол је постигао против Удинезеа. У првој сезони је углавном улазио са клупе, док је у сезони 2005/06. постигао 9 голова на 32 утакмице у свим такмичењима.

### Јувентус
У јулу 2006. Божинов је позајмљен Јувентусу са правом откупа. Божинов је постигао 7 голова на 21 утакмици у свим такмичењима и освојио Серију Б.

### Манчестер Сити
Дана 3. августа 2007. Божинов је потписао четворогодишњи уговор са Манчестер Ситијем. Дана 11. августа је дебитовао у Премијер лиги против Вест Хема, у победи Ситија од 2:0. Осам дана касније Божинов је први пут почео утакмицу у стартних 11 за Сити и то против градског ривала, Манчестер јунајтеда на Етихаду, али је после само 8 минута напустио терен јер је покидао лигаменте колена. Почео је поново да тренира у јануару наредне године, али није забележио ни један наступ до краја сезоне. Одиграо је неколико мечева крајем маја на турнеји у Азији.
Божинов је постигао први гол за Сити у пријатељском мечу против нижелигаша Стокпорта. Дана 9. августа 2008. је постигао победоносни гол такође у пријатељском мечу против Милана. Пет дана касније је дебитовао у Уефиним клупским такмичењима против данског Митјиланда у 2. колу квалификација за Куп УЕФА. Три дана касније Божинов се повредио током загревања против Астон Виле у првом колу Премијер лиге. Божинов се вратио на терен 1. марта наредне године против Вест Хема. Дана 12. марта Божинов је уписао асистенцију у поразу 1:3 против Фулама. Дана 16. маја 2009, Божинов је постигао свој први гол у Премијер лиги у поразу од Тотенхема 2:1, на Вајт Харт Лејну.

### Парма
Дана 29. јула 2009. Божинов је стигао у Парму на једногодишњу позајмицу. Дана 23. септембра Божинов је постигао свој први гол у дресу Парме против римског Лација и изнудио пенал, у победи Парме на Олимпику 1:2. Дана 24. марта 2010. Божинов је постигао победоносни гол у 90. минуту против Милана. Божинов је завршио сезону 2009/10. са 8 голова на 31 утакмицу рачунајући сва такмичења.
У јулу 2010. Парма је откупила његов уговор за 5 милиона фунти. Божинов је већ у првом колу Серије А постигао гол против Бреше, у победи 2:0. Божинов је у сезони 2010/11. на 33 одиграна меча постигао три гола и имао исто толико асистенција.

### Спортинг
Божинов је 6. јула 2011. потписао петогодишњи уговор са лисабонским Спортингом. Дебитовао је за Спортинг 25. августа 2011. против данског Нордсјиланда у квалификацијама за Лигу Европе. На првенственој утакмици против Жил Висентеа, одиграној 24. октобра 2011, Божинов је постигао два гола у победи свог тима 6:0. То су му и први голови у дресу Спортинга. Касније је постигао још један погодак, у победи 2:0 над екипом Цириха у Лиги Европе.
На куп утакмици против друголигаша Мореиренсеа, 19. јануара 2012, Божинов је промашио пенал у 92. минуту и утакмица се завршила резултатом 1:1. То је био и његов последњи наступ за Спортинг јер је наредног дана суспендован. Разлог за то је управо био тај промашен пенал. Наиме, у надокнади времена (92. минут) судија је свирао пенал за Спортинг након што је Ђефрен оборен од стране Аугуста, који је због тога морао у свлачионицу. Пенал је требало да шутира Чилеанац Матијас Фернандез, али је Божинов одгурнуо саиграча, узео лопту, шутирао и промашио. На крају се завршило 1:1, а такав потез изазвао је револт код челника клуба, који су против њега покренули дисциплински поступак. Божинов је у дресу Спортинга одиграо укупно 16 утакмица и постигао три гола.

### 2012—2015
У фебруару 2012. Божинов се вратио у Леће, на позајмицу до краја сезоне. Током другог дела сезоне 2011/12. је наступио на 10 утакмица Серије А и постигао је један гол, 22. априла, када је ушао у игру у 87. минуту уместо Андрее Бертолаћија и неколико минута касније постигао изједначујући гол против Лација на Олимпику.
Последњег дана летњег прелазног рока 2012. године Божинов је стигао на једногодишњу позајмицу у Верону. У јануару 2013. је позајмљен Вићенци, до краја сезоне.
У јануару 2014. Божинов се вратио у Бугарску и потписао за Левски. Први гол за Левски постигао је против Ботев Пловдива у Купу Бугарске. Дана 11. маја је постигао два гола против шампиона Бугарске Лудогореца, у поразу од 2:3.
У септембру 2014. Божинов је потписао једногодишњи уговор са италијанским друголигашем Тернаном. Постигао је 6 голова на 27 утакмица у Серији Б.

### Партизан
Дана 14. јуна 2015. Божинов је потписао двогодишњи уговор са београдским Партизаном. Званични деби у дресу Партизана је имао 14. јула 2015. у Београду, на утакмици 2. кола квалификација за Лигу шампиона, против грузијске екипе Диле Гори (1:0). Три дана касније Божинов је дебитовао у Суперлиги Србије против Металца. На том мечу је постигао гол и уписао две асистенције у победи Партизана од 4:0. Божинов је наступио на свих шест утакмица квалификација за Лигу шампиона, али су црно-бели након елиминисања Диле Горе и Стеауе стали на последњој препреци против екипе БАТЕ Борисова. Након тога црно-бели настављају такмичење у групној фази Лиге Европе, где су им противници били АЗ Алкмар, Аугзбург и Атлетик Билбао, а Божинов је наступио на четири од шест утакмица у групи. Иако је на 10 европских утакмица био без гола, Божинов је у Суперлиги Србије био далеко бољи па је сезону завршио са 18 постигнутих голова и осам асистенција на 32 одигране утакмице. Божинов је са Партизаном у мају 2016. освојио Куп Србије, што му је први трофеј у играчкој каријери.
Божинов је одиграо и први део сезоне 2016/17. у Партизану. Црно-бели су елиминисани већ у другом колу квалификација за Лигу Европе против Заглебја, а Божинов је у овом двомечу на терену провео само 21 минут, и то на првој утакмици у Београду. У Суперлиги Србије је током јесењег дела сезоне 2016/17. одиграо 20 утакмица на којима је постигао пет голова и забележио исто толико асистенција. Током ове полусезоне је забележио и један наступ у Купу, 25. октобра 2016, када је постигао два гола у победи над српсколигашем Жарковом.
Божинов је за годину и по дана у Партизану одиграо 67 утакмица на којима је постигао 25 голова.

### 2017—тренутно
У фебруару 2017. године, Божинов је потписао уговор са кинеским друголигашем Меижу Хаком. У кинеском клубу се задржао само четири месеца, пошто је већ у јуну 2017. раскинуо уговор. Крајем јуна 2017. је потписао двогодишњи уговор са швајцарским прволигашем Лозаном. Ипак ни у овом клубу се није дуго задржао јер је већ почетком октобра 2017. договорио споразумни раскид сарадње. Божинов је за Лозану одиграо девет утакмица, а постигао је само један погодак и то у националном купу.
У фебруару 2018. је потписао шестомесечни уговор са хрватским прволигашем Ријеком. Током пролећног дела сезоне 2017/18. је наступио на само два меча за Ријеку, а на терену је провео укупно 26 минута. На терену је био на првенственој утакмици против Интера из Запрешића када је уписао асистенцију за 14 минута а наступио је и у купу против Динама из Загреба (0:3) кад је на терену провео 12 минута. Ипак и поред тога што је мало играо, Божинов је почетком јуна 2018. потписао нови једногодишњи уговор са Ријеком. На почетку сезоне 2018/19. није добио прилику да игра, па је 20. августа 2018. раскинуо сарадњу са Ријеком уз образложење да жели већу минутажу.
У септембру 2018. се вратио у Бугарску и потписао уговор са прволигашем Ботевом из Враца. У дресу Ботева је током јесењег дела сезоне 2018/19. одиграо 12 утакмица и постигао седам голова, да би почетком фебруара 2019. прешао по други пут у каријери у Левски из Софије, са којим је потписао 18-месечни уговор. У Левском се задржао само до јуна 2019. када му је саопштено да није у плановима тренера Петра Хубчева за следећу сезону и да може да потражи нову средину. У септембру 2019. поново потписује за Ботев, а у фебруару 2020. се враћа у италијански фудбал и потписује за друголигаша Пескару. За Пескару је наступио на само три утакмице Серије Б, провевши на терену укупно 29 минута. Почетком августа 2020. је напустио италијански клуб, а наредног месеца је по трећи пут у каријери потписао за Левски.

## Репрезентација
Божинов је дебитовао за Бугарску против Италије на Европском првенству 2004.
| Бугарска | Бугарска | Бугарска |
| Година   | Ута.     | Гол.     |
| -------- | -------- | -------- |
| 2004.    | 6        | 1        |
| 2005.    | 5        | 1        |
| 2006.    | 6        | 1        |
| 2007.    | 3        | 0        |
| 2008.    | 0        | 0        |
| 2009.    | 6        | 1        |
| 2010.    | 7        | 1        |
| 2011.    | 2        | 0        |
| 2012.    | 5        | 1        |
| 2013.    | 2        | 0        |
| 2014.    | 0        | 0        |
| 2015.    | 1        | 0        |
| Укупно   | 43       | 6        |

### Голови за репрезентацију
| #  | Датум              | Место                     | Противник    | Гол | Резултат | Такмичење                                 |
| -- | ------------------ | ------------------------- | ------------ | --- | -------- | ----------------------------------------- |
| 1. | 19. август 2004.   | Даблин, Република Ирска   | Ирска        | 1:1 | 1:1      | Пријатељска                               |
| 2. | 17. новембар 2005. | Хјустон, САД              | Мексико      | 2:0 | 3:0      | Пријатељска                               |
| 3. | 6. септембар 2006. | Софија, Бугарска          | Словенија    | 1:0 | 3:0      | Квалификације за Европско првенство 2008. |
| 4. | 15. октобар 2009.  | Паола, Малта              | Малта        | 1:0 | 4:1      | Пријатељска                               |
| 5. | 24. мај 2010.      | Јоханезбург, Јужна Африка | Јужна Африка | 1:1 | 1:1      | Пријатељска                               |
| 6. | 29. фебруар 2012.  | Ђер, Мађарска             | Мађарска     | 1:1 | 1:1      | Пријатељска                               |

## Успеси

### Јувентус
- Серија Б (1) : 2006/07.

### Партизан
- Куп Србије (1) : 2015/16.